# Schönegg (Dietramszell)

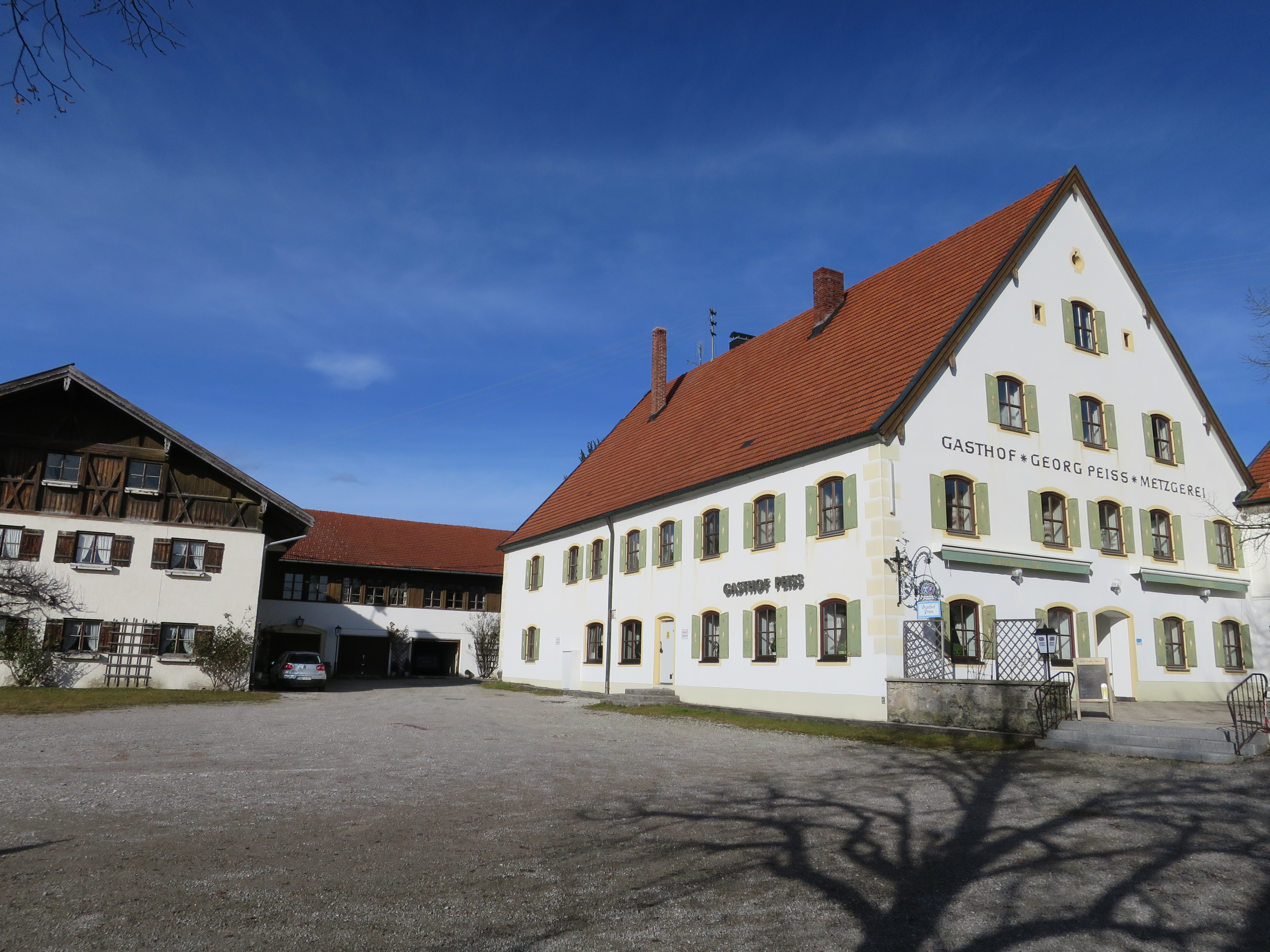
Gasthof Schönegg, Münchner Straße 22

Schönegg ist ein Gemeindeteil der Gemeinde Dietramszell im oberbayerischen Landkreis Bad Tölz-Wolfratshausen.

## Geografie
Das Dorf ist mit dem Hauptort baulich nahezu verbunden. Es gehörte bereits vor der Gebietsreform in Bayern zu Dietramszell.  

## Einwohner
1871 wohnten im Ort 187 Personen, bei der Volkszählung 1987 waren 748 Einwohner registriert.

## Baudenkmäler
In Schönegg gibt es neun eingetragene Baudenkmäler.